# La Estrella
La Estrella este un municipiu din departamentul Antioquia, Columbia.